# Gorilla Falls Exploration Trail
De Gorilla Falls Exploration Trail is een attractie in het attractiepark Disney's Animal Kingdom. Het is een wandelroute langs dierenverblijven, dat zich afspeelt binnen het concept van een natuurreservaat, het Harambe Wildlife Reserve.

## Diersoorten
Aan de Gorilla Falls Exploration Trail liggen de verblijven van de volgende diersoorten (in volgorde van verschijnen): de oostelijke franjeaap, de okapi, de geelrugduiker, Stanleys kraanvogel, de Afrikaanse stierkikker, de doornstaartagaam, de flamboyante bloemkever, de Kenyaanse zandboa, de naakte molrat, de Sinaïstekelmuis, de spinschildpad, de spleetschildpad, de tarantula, de Zuid-Afrikaanse egel, het nijlpaard, de gerenoek, de grévyzebra, Guenthers dikdik, het stokstaartje en de westelijke laaglandgorilla.
In de volière middenin de Gorilla Falls Exploration Trail zijn de volgende vogelsoorten opgenomen (op alfabetische volgorde): de Afrikaanse dwergeend, de amethistspreeuw, de emeraldspreeuw, de driekleurige glansspreeuw, de eksterklauwier, de grijze roodstaartpapegaai, de hadada-ibis, de hamerkop, de hop, de hottentottaling, de koningsglansspreeuw, de lelieloper, de marmereend, de olijfduif, de tavetawever, de witbuiktoerako, de witkraagijsvogel, de witkruinlawaaimaker, de witrugeend, de zuidelijke karmijnrode bijeneter, de zwartbandbaardvogel, het zwart porseleinhoen en de zwavelkanarie.
Tevens zijn in de vijver in deze volière de volgende vissoorten te vinden (in alfabetische volgorde): de haplochromis ishmaeli, de haplochromis orthostoma, de haplochromis perrieri en de paralabidochromis plagiodiodon.

Foto's van dieren in de Gorilla Falls Exploration Trail
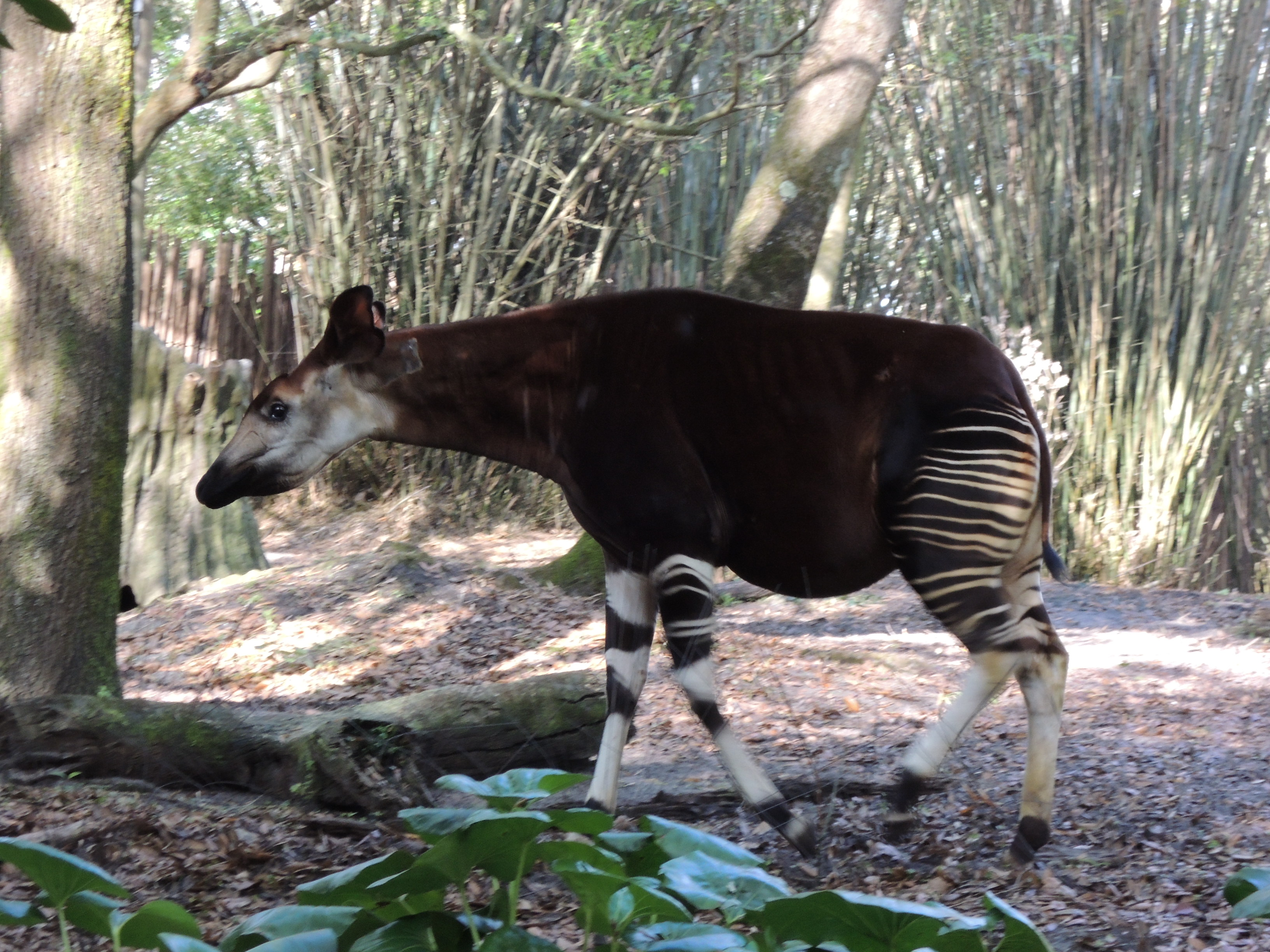
Een okapi
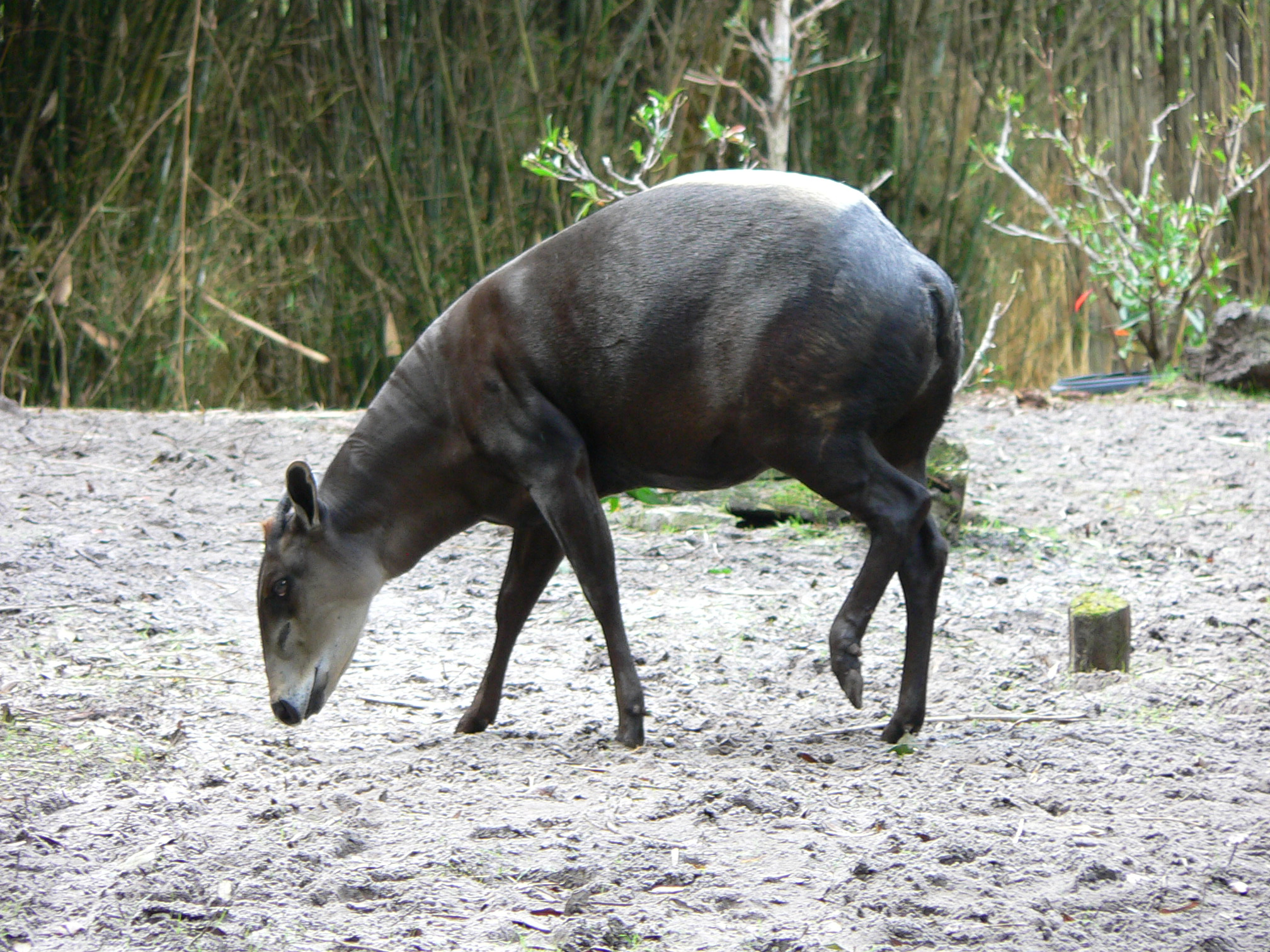
Een geelrugduiker
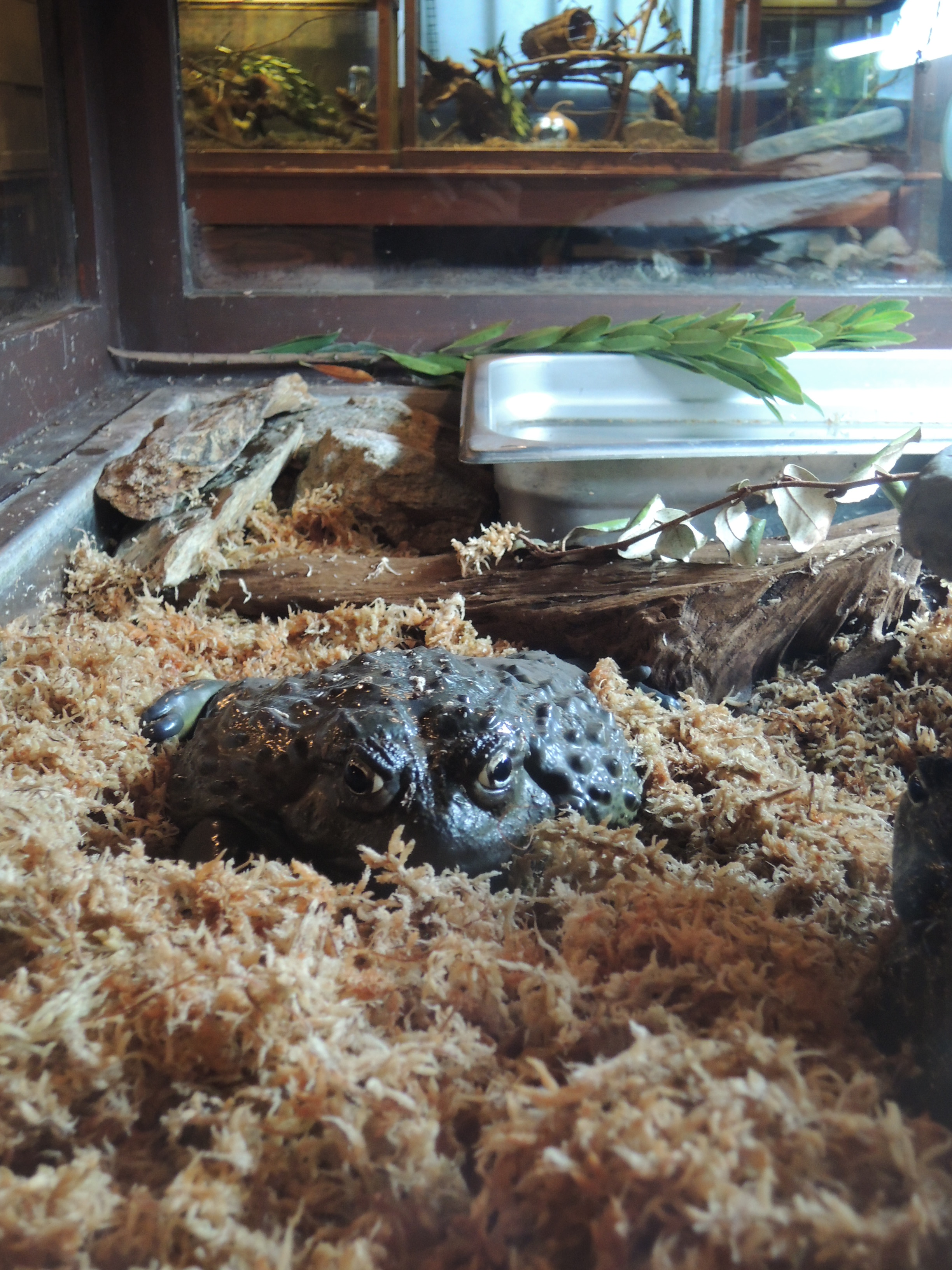
Een Afrikaanse stierkikker
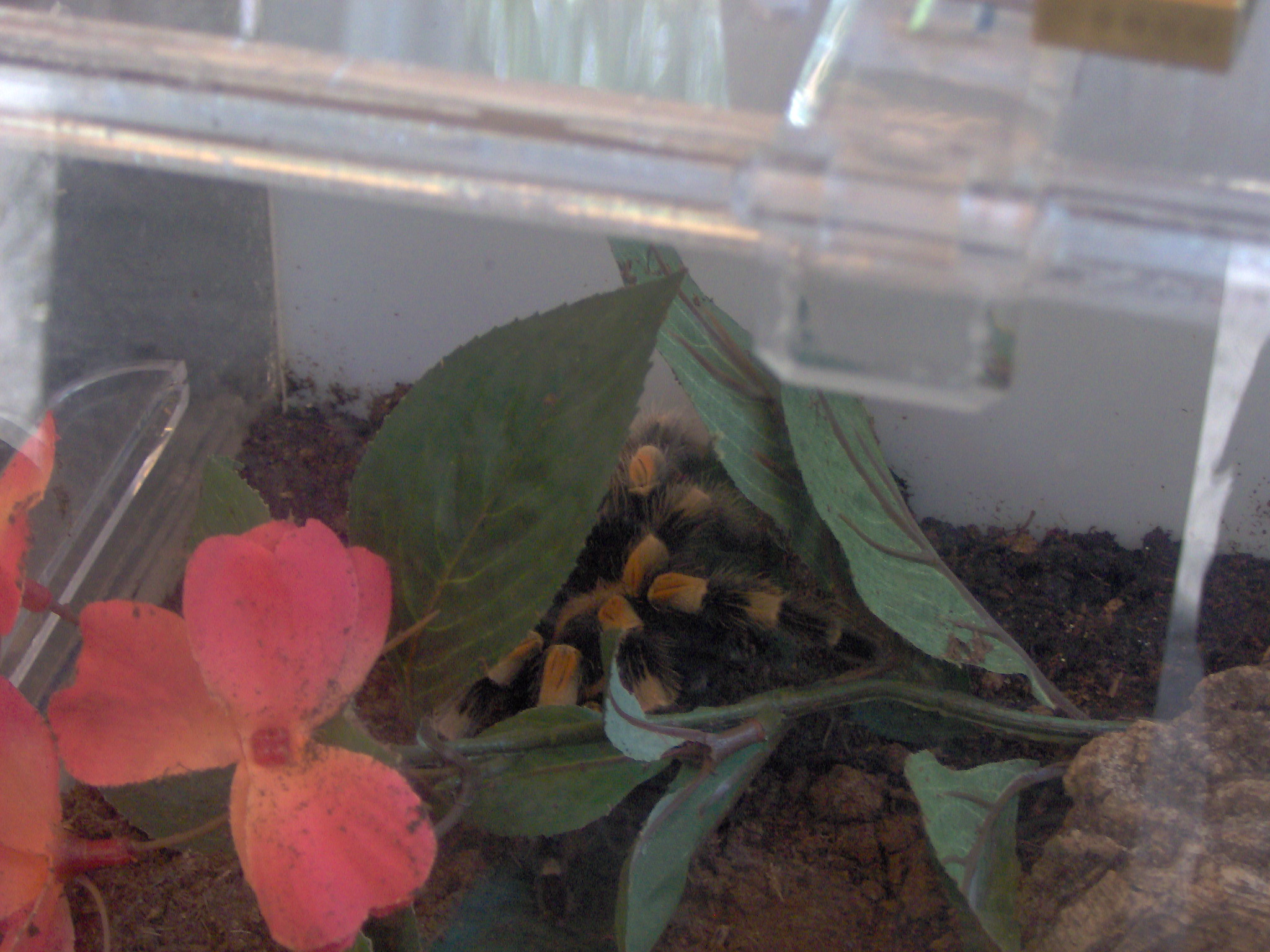
Een tarantula
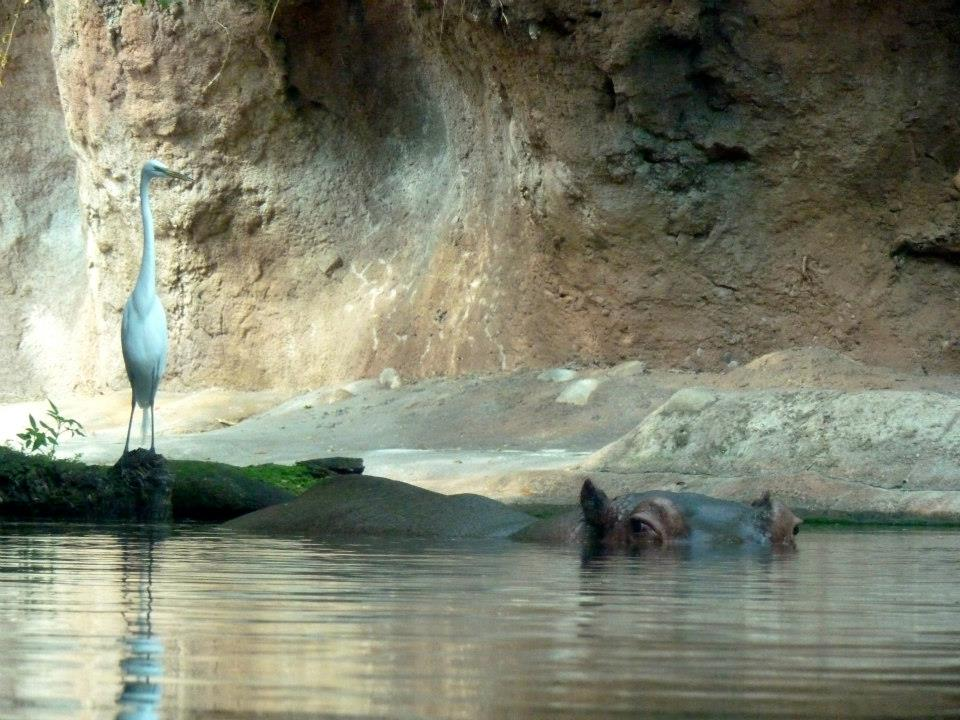
Een nijlpaard
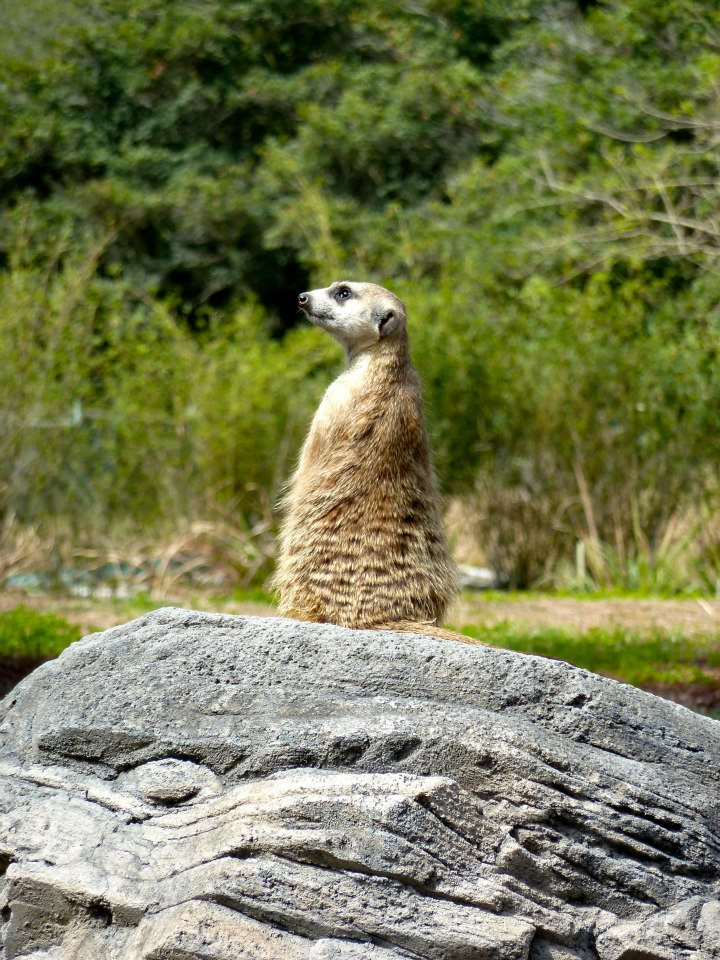
Een stokstaartje
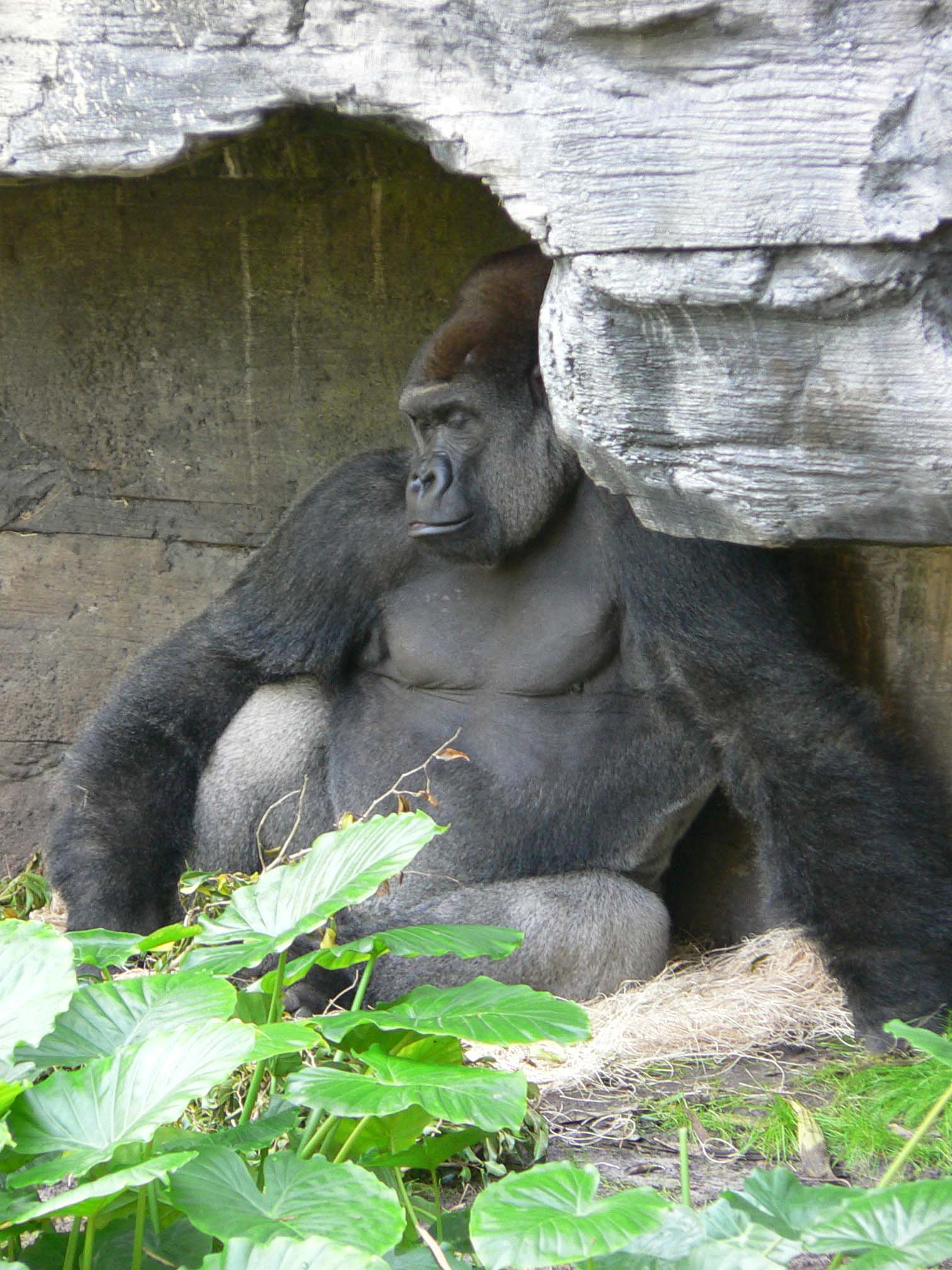
Een westelijke laaglandgorilla
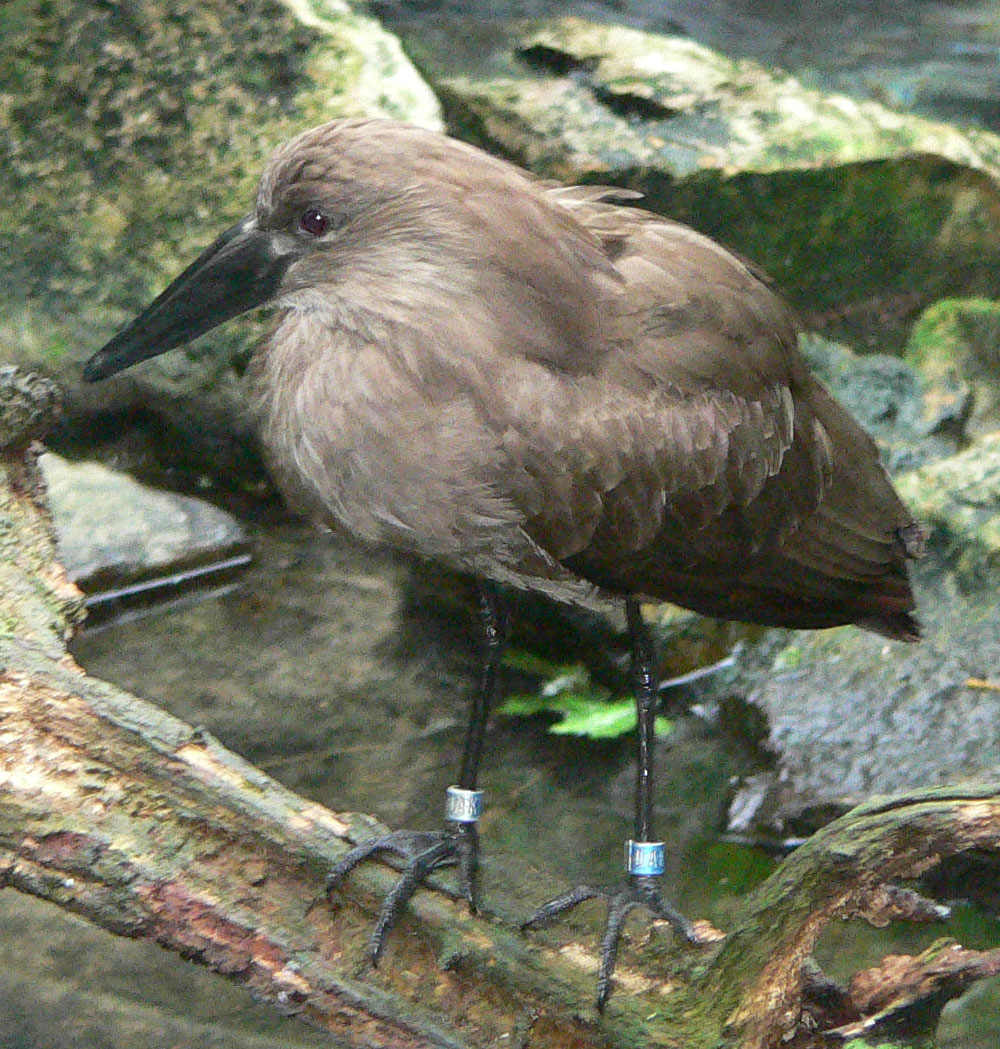
Een hamerkop
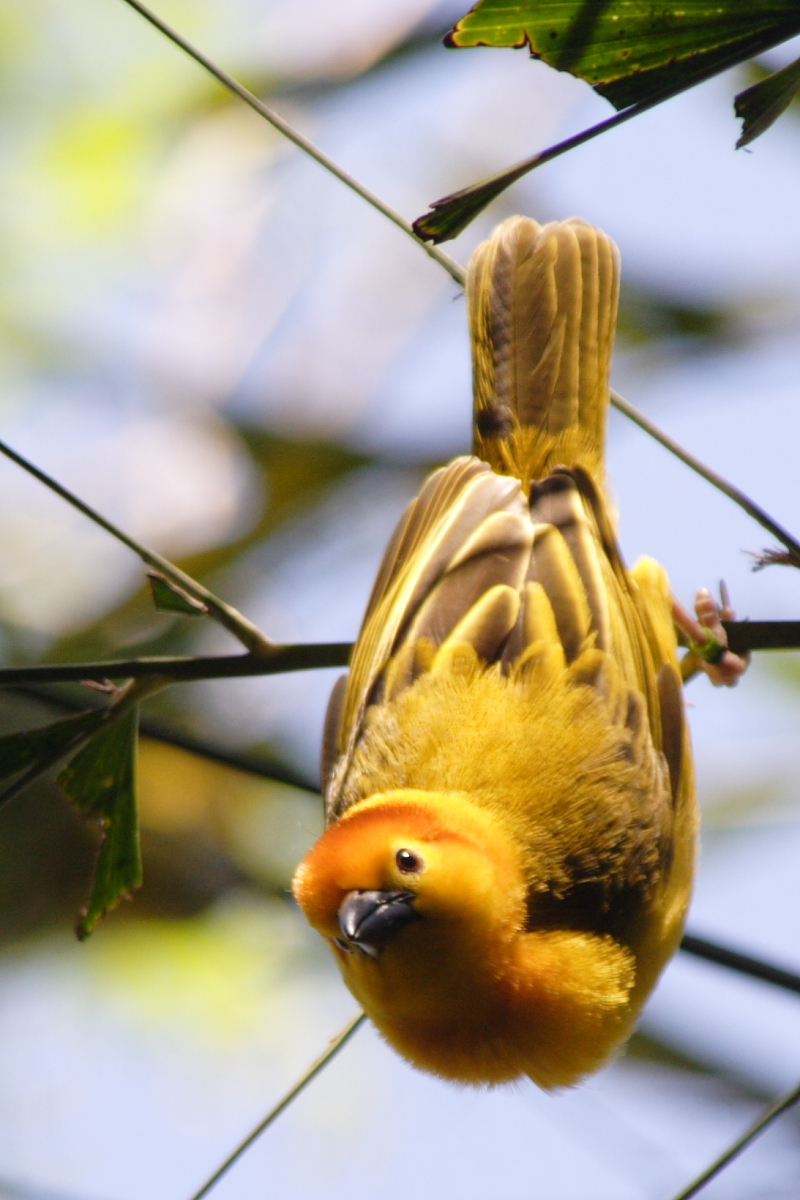
Een tavetawever
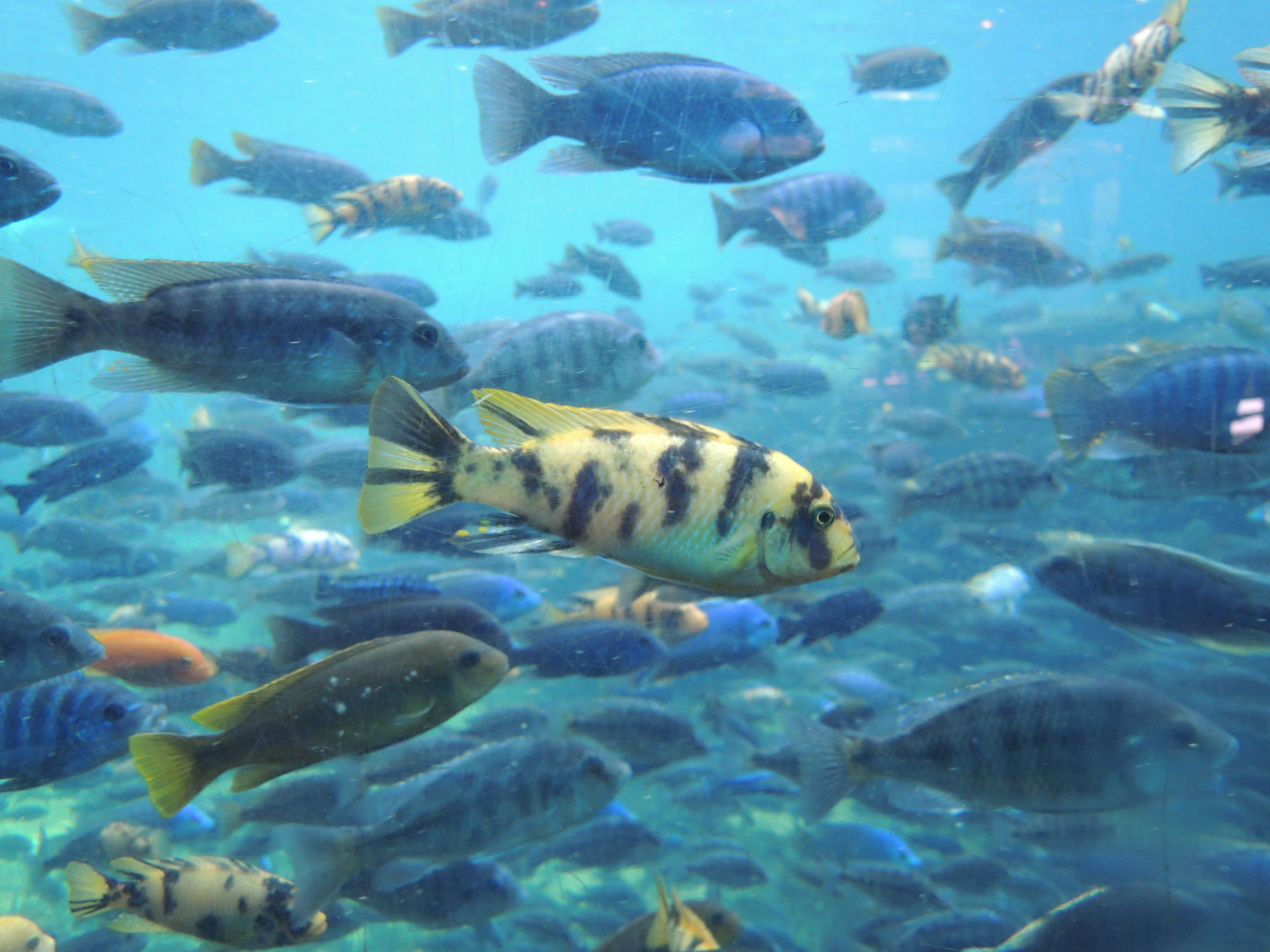
Een vis in de vijver van de volière

Walt Disney World Resort · Lijst van attracties in Disney's Animal Kingdom · Tree of Life